# 第萨·伊什特万
波罗什耶努及塞杰德伯爵第萨·伊什特万（德語：István Tisza，1861年4月22日—1918年10月31日）全名第萨·伊什特万·伊母莱·拉约什·帕尔 (匈牙利語：Tisza István Imre Lajos Pál)。奥匈帝国匈牙利首相、匈牙利科学院成员。伊什特万于1886年进入国会。1903年担任首相（1905年辞职）。1912年任国会下院主席。1913年重任首相。为七月危机的主要当事人之一。1917年再次辞职。后于1918年10月28至31日发生的匈牙利菊花革命中遇刺身亡。
第萨以俾斯麦为榜样，同时也崇尚英国经济体制。作为经济学家，他主张英式经济历史学派。作为律师及政治学家，伊什特万认为英格兰的社会、政治发展是“理想的发展模式”

## 早年
第萨·伊什特万是奥匈帝国匈牙利首相、自由党党员第萨·卡尔曼之子。第萨家原本是信奉加尔文教派的无衔低级贵族。属于绅士阶级。伊什特万的母亲是德国南部巴登-符滕堡出身的贵族。小时在清教徒式而又专制的加尔文主义家庭中长大，伊什特万承担了父母寄与的重望。十二岁之前，伊什特万一直在家中接受教育。随后他进入德布勒森的加尔文派文科中学就读。他在布达佩斯学习了法律。在海德堡大学学习了法律。在柏林洪堡大学学习了经济学并获得博士学位。在牛津大学，他还学习过政治学并成为政治学博士。

## 从政
获得学位后，伊什特万在比哈尔、盖斯特两地照料家族产业凡五年。1886年，他在维扎克纳代表自由党获得了他人生中第一个国会选举授权。

## 外交與世界大戰

### 對於第一次世界大戰的看法

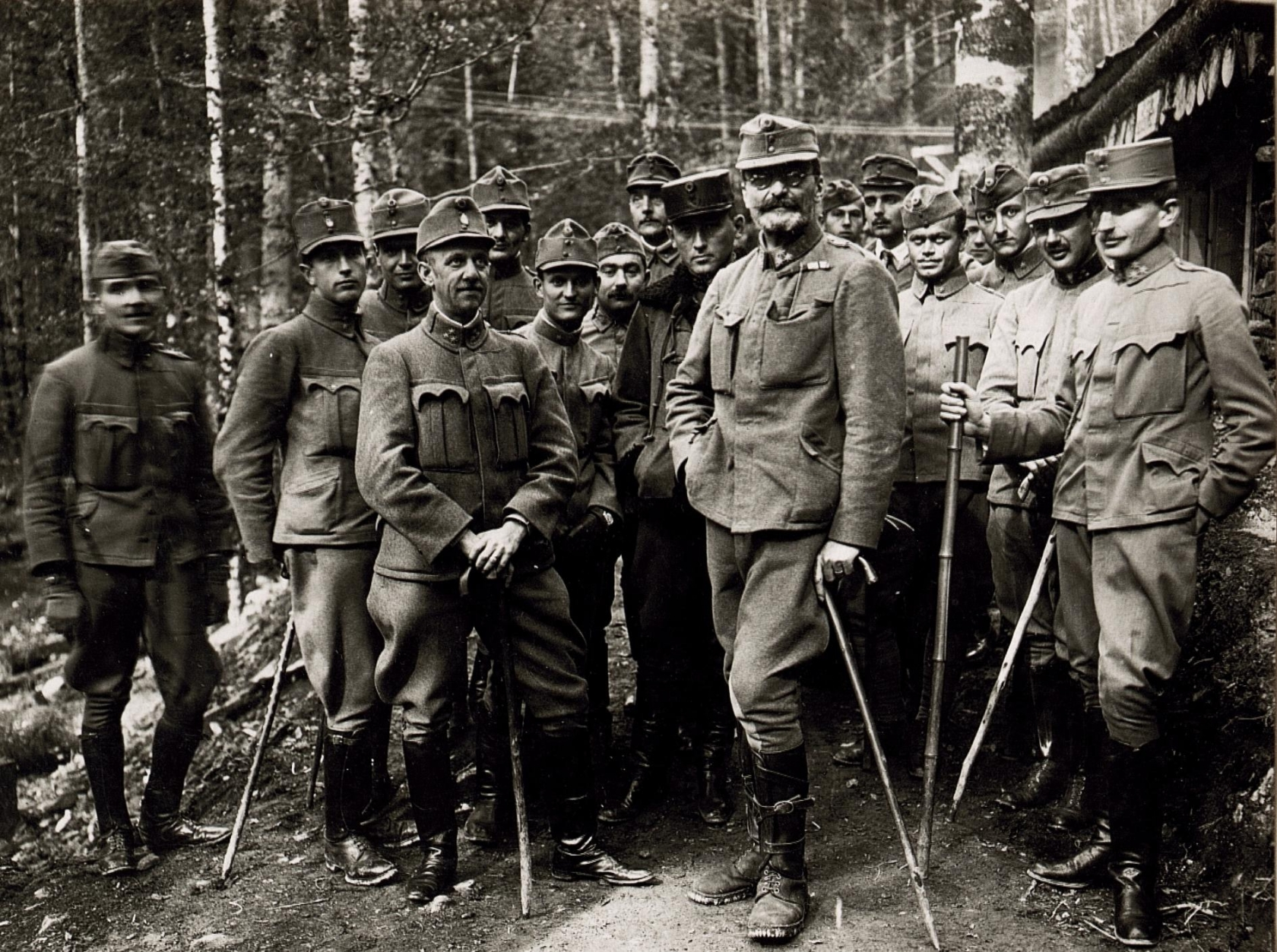
第萨于1917-1918年间在意大利前线指挥作战

伊什特萬對奧地利在一戰前的擴張行為持反對態度。特別是奧匈吞併奧斯曼帝國的波斯尼亞和黑塞哥維那。理由是“二元君主制下，斯拉夫人已經夠多了”，這意味著本來就已脆弱的奧匈帝國的整體性將進一步弱化。
1914年3月，第萨向皇帝弗朗茨·约瑟夫上奏。因其内容中首先提到了当时还未见流行的“世界大战”（德語：Weltkrieg）一词，这份奏折可谓有先见之明。他在奏折中说：“我坚信，德国的两个邻居（俄罗斯与法国）正在小心备战。但只要他们还没得到一众巴尔干国家的支持来三面夹攻我国，并在东部、南部前线压制住我们，他们便不会开战。”
斐迪南大公遭塞尔维亚民族主义者暗杀之际，伊什特万闻讯立即奔赴维也纳并会见了外交大臣贝希托尔德伯爵及军队指挥官康拉德·冯·赫岑多夫。两人都建议以武力攻击塞尔维亚来解决问题。而第萨却认为应先让塞尔维亚政府表明立场。他因此给出了一个和平解决方案，并解释说如果和平解决，国际情势便会很快安定下来。回到布达佩斯後，他致信弗朗茨·约瑟夫称，由于没有证据显示塞尔维亚政府指使了这次事件，他不会对任何武力争端负责。第萨反对奥匈与塞尔维亚开战，他说：“任何与塞尔维亚人的战争必然导致与俄罗斯的战争。任何（与俄罗斯的）战争也必然导致欧战。”（此番发言的时间点在大战开始之前）第萨认为，即使奥地利赢了战争，匈牙利也会成为其政策的下一个受害者。如果奥地利击败了塞尔维亚，他隐约感知到奥地利军队将在塞尔维亚的战事之后攻击匈牙利并企图瓜分其领土。
德国的威廉二世支持奥匈开启战端，他还许诺如果罗马尼亚进攻，他会援助奥方并向保加利亚施加压力。第萨则仍试图寻找和平解决乱局的方案。他想等到斐迪南大公死亡的官方调查结果出来后再做决定。他所提出的唯一建议便是不要完全灭亡塞尔维亚以免引起俄罗斯对塞国的救援。奥匈帝国议会最终向塞尔维亚下达了最后通牒并开始了军队动员工作。
通牒下达后，第萨改变了他原有的看法。转而支持开战。他说：“决定支持开战是不容易，不过现在我坚定地认为开战是必要的。”尽管他依然反对吞并塞尔维亚，但于事无补。1914年8月4日，德、俄、法、英全都卷入争端，事件由此演变成一场世界大战。
战争开始后，第萨未尝辞去首相职务。因他在维也纳有人脉，第萨认为保持这一职位对匈牙利国家利益有好处。另外，甫开战即辞职会给外人以“三国协约”外强中干的印象。第萨的反战立场则到战争结束后的1918年10月17日才被公之于众。那天他于匈牙利国会演讲时提到：“我们匈牙利人没有输！”“陛下和匈牙利政府在发现敌人要羞辱并毁灭我们之前一直保持着反战态度。我们找到塞尔维亚政府参与组织刺杀行动的证据后，我们只得向塞方发出最后通牒。我们对这场战争的定性是预防性战争。”

### 在前线
57岁的第萨加入了匈牙利轻骑兵第二军团并于奥匈-意大利前线服役。他作为轻骑兵上校亲自带领部曲冲锋陷阵。在战场上，他有机会接触到出身农奴的士兵。在给约瑟夫大公的一封信中，他如是说道：“我总算有机会去真正了解平民了，我唯有情不自禁地敬爱这世界上最杰出的民族。可惜，那些政治精英们一无所能，只会腐化我们受上帝眷顾的人民！”

## 死亡
第萨在许多奥匈帝国各民族的民族主义者眼里是帝国政策的代表。因此他也成为了刺杀的目标。他遭遇了三次不成功的刺杀，最后死于1918年10月31日的事件中。一队士兵闯入了第萨家中将其杀害。
西格蒙德·弗洛伊德与第萨·伊什特万及后来接任匈牙利领导人的卡罗伊·米哈伊都有亲交。第萨的死讯传到弗洛伊的处后，他说：
我当然不是旧体制的拥虿，但把所有伯爵里最聪明的那个打死，然后让最蠢的那个上台，在我看来是有问题的。

## 扩展阅读
- .   [2014-10-07]. （原始内容存档于2016-10-30）.
- Deak, Istvan "The Decline and Fall of Habsburg Hungary, 1914–18" pages 10–30 from Hungary in Revolution edited by Ivan Volgyes Lincoln: University of Nebraska Press, 1971.
- Menczer, Bela "Bela Kun and the Hungarian Revolution of 1919" pages 299–309 from History Today Volume XIX, Issue #5, May 1969, History Today Inc: London.
- Vermes, Gabor "The October Revolution In Hungary" pages 31–60 from Hungary in Revolution edited by Ivan Volgyes Lincoln: University of Nebraska Press, 1971.